# The Hollyridge Strings
The Hollyridge Strings was een Amerikaans studio-orkest dat in de jaren zestig en zeventig van de 20e eeuw een reeks lp’s maakte met instrumentale easy listeningversies van nummers van artiesten als The Beatles, The Beach Boys, Elvis Presley en Simon & Garfunkel. Het orkest bestond uit studiomuzikanten en de samenstelling wisselde per opnamesessie. De leiding van het project berustte bij de muziekproducent en componist Stu Phillips.
Het orkest produceerde ook singles, waarvan er één, een instrumentale bewerking van All My Loving van The Beatles, een 93e plaats in de Billboard Hot 100 haalde. Enkele lp’s haalden de lp-toplijst Billboard 200; één ervan, The Beatles Songbook (Vol. 1) bracht het tot een vijftiende plaats.
In Nederland gebruikte het radioprogramma Tombola uit de jaren zeventig en tachtig de uitvoering van Penny Lane door The Hollyridge Strings als herkenningsmelodie.